# Fizikai gőzfázisú leválasztás
A fizikai gőzfázisú leválasztás (angol rövidítéssel PVD, physical vapor deposition) a vékonyréteg-leválasztás egy lehetséges módszere, amelyet vékonyrétegek kialakítására alkalmaznak a mikro- és a nanotechnológiában. A PVD-módszerek általános jellemzője az, hogy egy kezdetben jellemzően szilárd vagy folyékony halmazállapotban levő anyagot gőzfázisba juttatnak, mely egy kívánt hordozó felületén újra szilárd állapotba jut, így alakítva ki a felületi réteget. 
A PVD sokféleképpen valósítható meg. Az egyes módszerek általában abban különböznek, hogy a leválasztandó anyag hogyan kerül gőzfázisba, és hogy milyen mérnöki megvalósításokat alkalmaznak. A két alapvető módszer a vákuumporlasztás és a vákuumpárologtatás. A megvalósítás hatással lehet arra, hogy a hordozón milyen kémiai összetételű, milyen fizikai tulajdonsággal (pl. sűrűséggel, kristályossággal, kristályiránnyal) jellemezhető réteg alakul ki. Különféle anyagok és hordozók is speciális eljárásokat igényelhetnek.
A PVD az ipari és kutatói gyakorlatban elterjedt módszer, amelyet például optikai bevonatok kialakítására, felületkezelésre, egyes mikro-és nanoszerkezetű eszközök gyártására alkalmaznak.

## Típusai

### Vákuumpárologtatás

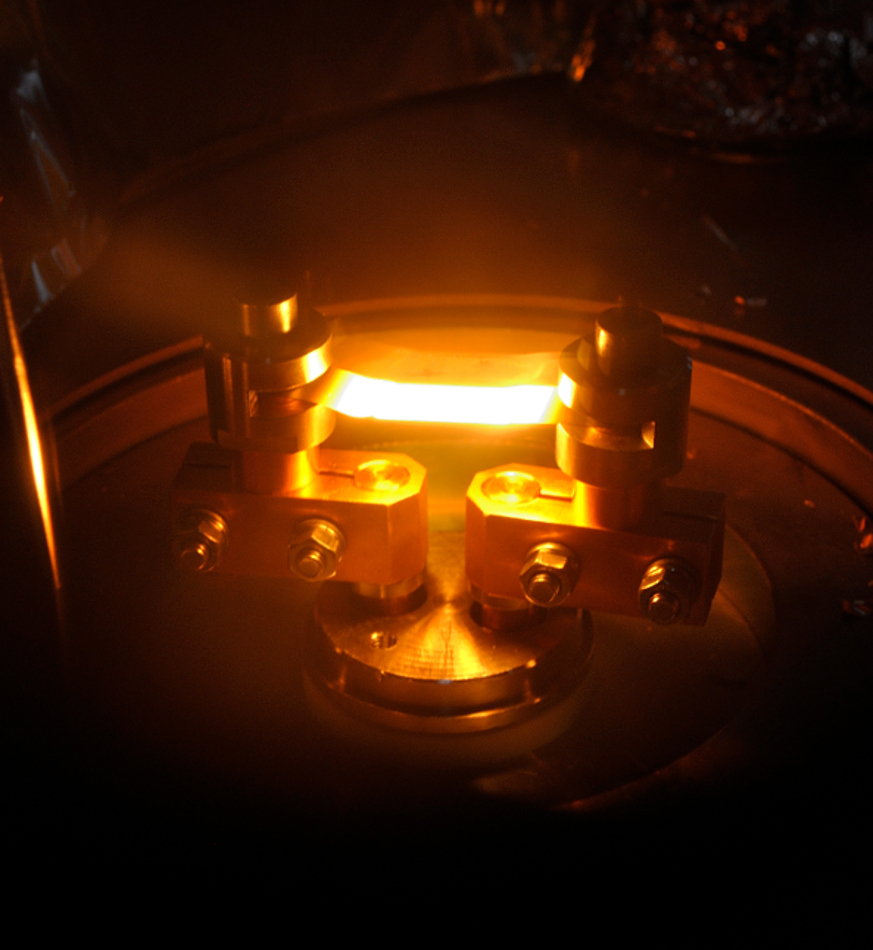
Ellenállásfűtésű vákuumpárologtató berednezés csónak alakú forrástartóval

A vákuumpárologtatás (más néven vákuumgőzölés) során egy kívánt anyagot vákuumtérben magas hőmérsékletre hevítve elpárologtatják. Az anyag gőze ezt követően a hordozó felületén lekondenzálódik és megszilárdul.
A gőzfázisba vitel tehát ezen módszernél termikus elvű: a hevített forrásból termikus gerjesztés hatására lépnek ki atomok. A gőztér koncentrációviszonyait a szilárd és gáz halmazállapot közötti átmenetre jellemző egyensúlyi gőznyomás befolyásolja, melyet a Clausius–Clapeyron-egyenlet ír le. Ennek értelmében a gáztér nyomása a hőmérséklet függvénye. Mivel a rétegépülési sebesség a nyomástól függ, ezért a fűtéssel befolyásolható a rétegleválasztás sebessége. Ez azért fontos, mert a réteg szerkezeti jellemzőire (pl. kristályos, polikristályos vagy amorf jellegre) hatással van a rétegépülés termodinamikai lefolyása, illetve különféle anyagoknál is más-más leválasztási sebességek alkalmazandók. 
A forrás fűtése történhet például áram átvezetésével a forráson, vagy a forrást tartó edényen, mely esetben a párolgáshoz szükséges energiát a Joule-hő biztosítja. Emellett léteznek elektronnyalábbal, illetve indukciós elven fűtött berendezések. Közös jellemzőjük azonban, hogy a gáztér atomjai termikus hatásra lépnek ki a forrásból.
Általában elvárás a párologtatásnál, hogy a bevonat egyenletes vastagságú és szerkezetű legyen. A forrás és a hordozó térbeli helyzete, illetve a gőz áramlásának irányfüggése a réteg homogenitását ronthatja, ezért gyakran forgatják a hordozót, hogy ezek a hatások a felületen kiátlagolódjanak.
Párologtatással ötvözet- és vegyületrétegek is leválaszthatók, bár ezen eljárások általában körültekintést, és összetettebb berendezést igényelnek. Ha több anyagot egyszerre gőzölnek, elképzelhető például, hogy az eltérő egyensúlyi gőznyomás nem a kívánt koncentrációviszonyokat hozza létre a gáztérben. Elképzelhető továbbá, hogy a vegyületforrás molekulái a fűtés hatására termikusan disszociálnak, a vegyületek kémiailag átalakulnak.
A vákuumpárologtatás néhány elterjedt módszere:
- Ellenállásfűtésű, elektronsugaras fűtésű illetve indukciós fűtésű párologtatás: e módszerek a fűtés módjában különböznek, jellemzően (de nem kizárólag) egykomponensű anyagok leválasztására alkalmazzák.

- Pillanatpárologtatás: a forrást kis adagokban juttatják a rendszerbe, és minden lépésben teljesen elpárologtatják. Előnye, hogy a kémiai összetétel a fenti módszerekkel szemben jobban kontrollálható.
- Lézerablációs párologtatás: jellemzően magas olvadáspontú oxidok és szupravezetők leválasztására alkalmazzák. A párologtatás energiáját rövid hullámhosszú impulzus-excimerlézer biztosítja. Mivel a rétegépülés rövid impulzusokban történik, így a forrástartó kevéssé melegszik csak, így e módszer segítségével csökkenthető a leválasztott réteg szennyezettsége.
- Reaktív gőzölés: az elpárologtatott anyag a leválasztókamrába engedett reaktív gázzal kémiai reakcióba lép, amelynek terméke a hordozón kicsapódik és megszilárdul. Jellemzően oxidrétegek leválasztására alkalmazzák, amely során a vákuumtérbe engedett oxigénnel való reakció terméke válik le a hordozóra.
- Molekulasugaras epitaxia: többkomponensű rétegen szoros felügyelet alatti építésére alkalmazott eljárás, melyben Knudsen-cellák segítségével a leválasztandó anyagok olyan nyalábját hozzák létre, amely ténylegesen egyedi atomokból vagy molekulákból áll. Jellemzője, hogy rétegépülés igen lassú, akár 0,001–1 nm/s is lehet, miközben a koncentrációviszonyok folyamatosan jól szabályozhatók. A lassú rétegnövekedés nem kívánt hatása azonban, hogy a szennyezők koncentrációjának csökkentése végett az eljárás nagyobb vákuumot (tipikusan 10-9 mbar nyomásnál alacsonyabbat) igényel.

### Vákuumporlasztás

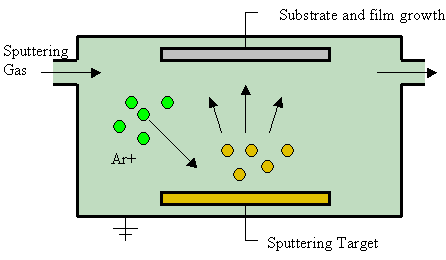
A vákuumporlasztás egy megvalósításának sematikus rajza. Jelen példában a target atomjait argongázzal porlasztják ki, melyek a felületből kilépnek, majd a hordozó felületén lecsapódva réteget képeznek

A vákuumporlasztás, illetve az ezzel rokon katódporlasztás során a szilárd vagy folyékony anyagot (melyet e folyamatban céltárgynak, vagy olykor még a magyar szakirodalomban is targetnek neveznek) nem párologtatással juttatják gáz halmazállapotba, hanem porlasztással. Ez azt jelenti, hogy például valamilyen részecskenyalábbal bombázzák az anyagot, mely hatására atomok és atomcsoportok szakadnak ki annak felületéből. A kémiai reakciók elkerülése végett porlasztásra jellemzően nemezgáz-atomokat alkalmaznak.
A céltárgyba becsapódó ionok többféle hatást váltanak ki az anyagban. Egyrészt visszaszóródhatnak, másrészt a céltárgyba becsapódva beépülhetnek (implantálódhatnak), illetve az anyagszerkezetet is megváltoztathatják (utóbbit a szakirodalom a céltárgy sugárkárosodásának nevezi). Ezek mellett a bombázó ionok a céltárgy atomjai között ütközések sorozatát indítják el, amelyek végeredményében atomokat és atomcsoportokat lökhetnek ki a felületből; ez a vákuumporlasztás alapvető jelensége. Az így kiporlasztott atomok és atomcsoportok gázfázisba jutnak. A porlasztó energia ~95%-át a céltárgy elnyeli, melyet hűtéssel el kell vonni, közben mindössze 5% fordul a kiporlasztott atomok energiájának fedezésére.
A vákuumporlasztás megvalósításának alapvető jellemzője, hogy az eszközben milyen módon hozzák létre a porlasztó ionnyalábot. Eszerint megkülönböztetnek gázkisüléses plazma-, lokalizált gázkisüléses plazma- és ionágyús eszközöket. Minden vákuumporlasztó közös jellemzője, hogy a ritka gáztér ionizációja hatására benne önfenntartó gázkisülés, és plazma keletkezik. A gyakorlatban az alábbi fő eszközcsoportokat alkalmazzák:
- Egyenáramú diódás vákuumporlasztás: a porlasztás megvalósítható vákuumtérben elhelyezett elektródák közötti egyenáramú előfeszítéssel. Ekkor a ritka, kb. 10-2 mbar nyomású nemezgáz gáztér ionizálódik, az ionok az elektródák felé gyorsulva újabb és újabb ionizációkat okozva gázkisülést idéznek elő, és plazma alakul ki. Ebben az elrendezésben a céltárgy a katód, a hordozó pedig az anód, melyekre 2–5 kV-os előfeszítést kapcsolnak. A katódba becsapódó argonionok hatására a céltárgyból semleges atomok, szekunder elektronok és szekunder ionok lépnek ki. A leválasztott réteg minőségét befolyásolni lehet a hordozó hőmérsékletével, a gáztér nyomásával, a gázkisülés jellemző áramsűrűségével, illetve a céltárgy és a hordozó távolságával. A módszer olcsó porlasztást tesz lehetővé, viszont hátránya a lassú rétegépülés, a kis vákuum miatti viszonylagos szennyezettség, illetve hogy a céltárgy elektromos feltöltődésének elkerülése végett csak vezető anyag választható le.

- Egyenáramú triódás vákuumporlasztás: a fenti módszer olyan kiegészítése, melyben a vákuumtérbe helyezett izzókatóddal, és egy vele szemben elhelyezett, előfeszített elektródával jelentősen megnövelik a plazmabeli elektronok mennyiségét. Mivel az ilyen készülék gázterében nagyobb az ionizáció hatásfoka, ezért nagyobb vákuum (jellemzően 10-3–10-4 mbar) is alkalmazható.
- Váltóáramú rádiófrekvenciás vákuumporlasztás: szigetelő rétegek leválasztására az egyenáramú módszerek nem alkalmasak, ugyanis a becsapódó töltött részecskéktől a szigetelő céltárgy feltöltődne, ami taszításával akadályozná a további töltések becsapódását. Ha a céltárgy és a hordozó közé egyenfeszültség helyett nagyfrekvenciás (jellemzően ~14 MHz-es) váltakozó feszültséget kapcsolnak, ez a korlát áthágható, hiszen a feszültségváltozások hatására a töltésfelhalmozódásnál gyorsabban váltakozik a polaritás, így nem áll le a gázkisülés. A módszer további előnye, hogy a nagyfrekvenciás térben a töltések oszcilláló mozgása miatt megnő az ionizáció hatásfoka, így a gáztér nyomása csökkenthető. Mivel ilyen rendszerben a plazma a céltárgy és a hordozó rétegét is porlasztaná, ezért mechanikailag aszimmetrikus rendszert kell kialakítani, mely a hordozón való rétegépülésnek kedvez.
- Magnetronos vákuumporlasztás (Penning-porlasztás): ezen eszközben az elektromos térre merőleges mágneses tér segítségével a plazmát a céltárgy felületéhez fókuszálják. Ennek következtében az elektronok és a munkagáz közti ütközések ionizációs hatásfoka igen nagy. További előny, hogy az elektronok és a munkagáz ionjai nem jutnak túl az anódon, így a hordozó sugárkárosodása igen lecsökken.
- Ionsugaras porlasztás: a fenti eszközökben a porlasztó ionok előállítása, a céltárgy porlasztása és a réteg leválasztása ugyanabban a gáztérben történik, ezért a gáztér nyomása viszonylag nagy. Ha az ionforrást elválasztják ettől, a nyomás jelentősen csökkenthető, az nagyvákuumos környezet pedig a kedvez a rétegtisztaságnak.

Ötvözetek, vegyületek porlasztása során figyelembe kell venni, hogy a céltárgy komponenseinek porlasztási hozama eltérhet, a gyengébben porlasztható összetevő feldúsul a céltárgy felületén. Ez a leválasztott rétegben az összetevők arányának változását okozza az egyensúly beálltáig. A kívánt koncentrációjú réteg leválasztása tehát a céltárgy komponensarányainak szabályozásával lehetséges. Oxidok és nitridek leválasztásakor reaktív porlasztást alkalmaznak. Ekkor a gáztérbe oxigént, vagy nitrogént kevernek, mely a hordozóra kicsapódva reagál. A gáztérbe beengedett reaktív gáz parciális nyomásával befolyásolható a leválasztott réteg összetétele. Ezen módszert arra is alkalmazzák, hogy egyenáramú leválasztásban fém céltárgyból szigetelő réteget válasszanak le a hordozóra.

### Általános rétegjellemzők
A párologtatásos és porlasztásos módszerekkel nyerhető rétegek közötti alapvető különbségeket az alábbi táblázat foglalja össze:
|                                       | Vákuumpárologtatással    | Vákuumporlasztással  |
| ------------------------------------- | ------------------------ | -------------------- |
| Vákuumkönyzezet                       | nagyvákuum               | kisebb vákuum        |
| Tisztaság                             | tisztább réteg           | kevésbé tiszta réteg |
| Leválasztási sebesség                 | gyorsabb, kontrollálható | lassabb              |
| A réteg tapadása                      | gyengébb                 | erősebb              |
| A réteg tömörsége                     | lazább                   | tömörebb             |
| Magas olvadáspontú anyag leválasztása | kevésbé alkalmas         | alkalmasabb          |
| Ötvözetek leválasztása                | bonyolultabb             | egyszerűbb           |

### Tanagyagok, ismeretterjesztő weblapok
- Vékonyréteg leválasztás - Fizipedia. fizipedia.bme.hu. [2018. április 28-i dátummal az eredetiből archiválva]. (Hozzáférés: 2018. április 25.)
- Korszerű anyagok és technológiák (előadás III. éves BME mérnök-fizikus hallgatók részére). www.szfki.hu. [2013. június 6-i dátummal az eredetiből archiválva]. (Hozzáférés: 2018. április 25.)
- Tanczikó Ferenc, Major Márton, Nagy Dénes Lajos, Major Márton, Nagy Dénes Lajos (2007. március). „Molekulanyaláb-epitaxia berendezés az MTA KFKI Részecske- és Magfizikai Kutatóintézetében”. Fizikai Szemle 2007 (3), 78-83. o.

### Szakkönyvek
- Giber János és szerzőtársai: Szilárdtestek felületfizikája. Budapest: Műszaki Könyvkiadó. 1987.  ISBN 9789631071115
- M. Ohring. Materials Science of Thin Films, 2nd, Boston: Academic Press (2001). ISBN 9780125249751
- Waser, Rainer. Nanoelectronics and information technology : advanced electronic materials and novel devices. Wiley (2003). ISBN 978-3-527-40363-9. OCLC 50056108
- D.M. Mattox. The Foundations of Vacuum Coating Technology. Norwich: Noyes / William Andrew Publishing (2003). ISBN 0-8155-1495-6
- Dr. Mojzes Imre, Molnár László Milán - NanoTechnológia, S2457, www.kiado.bme.hu,  ISBN 978-963-420-918-8 , Műegyetemi Kiadó, 2007.